# JBCNConf
JBCNConf es un congreso anual realizado en Barcelona, dedicado al lenguaje de programación Java y al ecosistema que existe alrededor de la Máquina Virtual de Java, incluyendo su relación con el mundo cloud y el desarrollo de soluciones web. Es un evento organizado por la Asociación de Usuarios de Java de Barcelona
El evento incluye charlas entre otras sobre aspectos del lenguaje Java, librerías, marcos de trabajo, patrones de diseño, programación funcional o microservicios y también incluye sesiones prácticas para los asistentes, así como talleres para niños y adolescentes (JBCN4Kids) orientados a promover el conocimiento acerca de la programación y la tecnología entre los jóvenes.
La última edición que se realizó en formato presencial fue en el pasado año 2019 congregando hasta más de 700 asistentes. En 2021 la conferencia tuvo lugar en forma virtual a través de teleconferencias, pero retomará el formato presencial el próximo 18 de julio de 2022.